# Vernonia reinwardtiana
Vernonia reinwardtiana là một loài thực vật có hoa trong họ Cúc. Loài này được de Vriese & Miq. ex Miq. miêu tả khoa học đầu tiên năm 1856.